# Pseudocatharylla xymena
Pseudocatharylla xymena là một loài bướm đêm trong họ Crambidae.